# Les Maudits
Pour plus de détails, voir Fiche technique et Distribution.
Les Maudits est un film français réalisé par René Clément et sorti sur les écrans en 1947.

## Synopsis
Dans les dernières semaines de la Seconde Guerre mondiale, un groupe de nazis et de collaborateurs de différentes nationalités quitte Oslo en sous-marin à destination de l'Amérique du Sud, certains pour continuer la lutte, d'autres pour y chercher refuge.
Lors d'une attaque aux grenades anti-sous-marines, l'une des passagères se cogne violemment contre une paroi métallique et tombe dans un coma profond.  Le responsable de l'expédition décide de faire escale à Royan où un commando de trois hommes enlève un médecin français.
Pendant la traversée, la tension monte dans le groupe des fuyards. À l'arrivée, l'accueil est moins facile que prévu ; la tension redouble et débouche sur la violence et sur la débandade.
Le médecin reste seul à bord du sous-marin, perdu en mer ; il écrit le récit du voyage en attendant des secours ; recueilli par un navire américain, il indique à un officier qu'il intitulera son livre Les Maudits.

## Fiche technique
- Titre original: Les Maudits
- Titre provisoire : Le sous-marin blessé
- Titre italien :  I maledetti
- Titre allemand: Das Boot der Verdammten
- Titre anglais et international : The Damned
- Réalisation : René Clément
- Assistant réalisateur : Pierre Chevalier
- Scénario : René Clément, Jacques Rémy, d'après une histoire de Victor Alexandrov et Jacques Companeez
- Dialogues : Henri Jeanson
- Décors : Paul Bertrand
- Chef opérateur : Henri Alekan
- Musique : Yves Baudrier
- Montage : Roger Dwyre
- Production : André Paulvé
- Société de production : Spéva Films
- Lieu de tournage : studio La Victorine, port de Nice, méditerranée (baie des anges), Toulon.
- Pays :  France
- Format :  Son mono - 35 mm - Noir et blanc - 1,37:1
- Genre : Drame
- Durée : 100 min
- Dates de sortie : 
  - France 19 septembre 1947
  - Italie 24 janvier 1948
  - USA 24 avril 1948 (New York)
- Numéro de visa : 4920
- Affiche : René Péron (France)

## Distribution
- Henri Vidal : le docteur Guilbert
- Jo Dest : le gestapiste Forster
- Kurt Kronefeld : Von Hauser, général de la Wehrmacht (non crédité)VF : J.H. Chambois
- Jean Didier : le commandant du sous-marin
- Michel Auclair : Willy Morus
- Fosco Giachetti : l'industriel Garosi
- Florence Marly : Hilde Garosi, l'épouse de l'industriel
- Paul Bernard : le journaliste Couturier
- Marcel Dalio : Larga, le contact en Amérique du Sud
- Anne Campion : Ingrid Eriksen, la fille du savant norvégien
- A. Von Alberstadt
- Lucien Hector : le professeur Eriksen, savant norvégien
- Jean Lozach : l'opérateur radio
- Karl Münch : le second du sous-marin
- Georges Niemann
- Pierre Fuchs (E. Fuchs)
- Max Hermann : le torpilleur
- Claude Vernier : le chef des mutins
- Jeanne Herviale : la bonne du docteur Guilbert (non créditée)
- Paul Sabas (non crédité)
- Howard Vernon : diverses voix en allemand

## Distinction
- Festival de Cannes 1947 : Grand Prix - films d'aventures et policiers[1]

## Article annexe
- Sous-marins au cinéma et à la télévision